# Балансова вартість
Бала́нсова ва́ртість акти́вів (англ. Book Value) — вартість основних та оборотних коштів підприємства на певний час. Розраховується, як початкова вартість придбаного капіталу (об’єкта), за якою він обліковується у балансі за мінусом нагромадженої суми зносу. Балансова вартість організації визначається як її чисті активи, власний капітал, тобто як різниця між сукупними активами і сукупними зобов’язаннями (боргами).

## Джерело
- Глосарій Менеджмент.com.ua [Архівовано 16 грудня 2008 у Wayback Machine.]
- Економічна енциклопедія.